# 博格尼區
36°32′37″N 3°57′08″E / 36.5437°N 3.9523°E
博格尼區（阿拉伯语：‎），是阿爾及利亞的行政區，位於該國北部，由提濟烏祖省負責管轄，首府設於博格尼，面積122平方公里，2008年人口68,466，人口密度每平方公里561人。